# Bezirk Sankt Veit (1854–1868)
Der Bezirk Sankt Veit war ein von 1854 bis 1868 bestehender Gemischter Bezirk im Herzogtum Kärnten. Der Sitz des Gemischten Bezirksamts war im Rathaus in Sankt Veit an der Glan.

## Zuständigkeit
Das Bezirksamt Sankt Veit war für Verwaltungsaufgaben und für Gerichtsaufgaben der untersten gerichtlichen Instanz zuständig und war somit ein sogenanntes Gemischtes Bezirksamt.
Als Untersuchungsgericht war das Bezirksamt Sankt Veit auch für die Bezirke Althofen, Eberstein und Gurk zuständig.

## Geschichte
Im Zuge der Reformen in Österreich nach der Revolution 1848/1849 wurden als neue Behörden die Bezirkshauptmannschaften für die politische Verwaltung sowie die Bezirksgerichte als unterste gerichtliche Instanz geschaffen. Diese Trennung von Verwaltung und Gerichtsbarkeit blieb aber nicht lange aufrecht: 1854 wurden die Bezirkshauptmannschaften und die Bezirksgerichte wieder aufgelöst und stattdessen Bezirksämter geschaffen, die in den meisten Fällen sowohl für politische als auch für gerichtliche Aufgaben zuständig waren und daher Gemischte Bezirksämter genannt wurden. 1868 stellte man die Trennung zwischen Verwaltung und Gerichtsbarkeit wieder her.
Das Gemischte Bezirksamt Sankt Veit nahm seine Tätigkeit am 31. Oktober 1854 auf. Per 31. August 1868 wurde es aufgelöst.
Die politische Verwaltung wurde danach wieder durch die Bezirkshauptmannschaft Sankt Veit ausgeübt, und für die Gerichtsbarkeit wurde das Bezirksgericht Sankt Veit zuständig.

## Größe

### Gemeinden
Der Bezirk Sankt Veit umfasste folgende Gemeinden:
- Sankt Veit an der Glan
- Glantschach
- Hardegg
- Hörzendorf
- Liemberg
- Obermühlbach
- Pfannhof
- Pisweg
- Pulst
- St. Georgen am Längsee
- Schaumboden

### Fläche
Der Bezirk hatte eine Fläche von etwa 300 km².

### Einwohner
Der Bezirk hatte 15 053 Einwohner.

## Beamte
- Vorsteher: Landesgerichtsrat Carl Werzer
- Adjuncten: Rochus Strauss, Paul Nepozitek
- Actuar: Theodor Meninger Ritter von Lerchenthal[3]